# M2 (Noord-Ierland)
De M2 is een autosnelweg in Noord-Ierland. De weg loopt van Belfast via Newtonabbey, Antrim naar Ballymoney. De M2 is 27 kilometer lang en is aangelegd tussen 1969 en 1975. Er ontbreekt een deel tussen Antrim en Ballymoney. De hoofdverkeersfunctie wordt hier overgenomen door de A26(M). Enkele delen van de M2 zijn deel van de E1, E16 en E18.
Groot-Brittannië:
M1 · M2 · M3 · M4 · M5 · M6 · M6 Toll · M8 · M9 · M10 · M11 · M18 · M20 · M23 · M25 · M26 · M27 · M32 · M40 · M42 · M45 · M48 · M49 · M50 · M53 · M54 · M55 · M56 · M57 · M58 · M60 · M61 · M62 · M65 · M66 · M67 · M69 · M73 · M74 · M77 · M80 · M90 · M180 · M181 · M271 · M275 · M602 · M606 · M621 · M876 · M898
A1(M) · A3(M) · A38(M) · A48(M) · A57(M) · A58(M) · A64(M) · A66(M) · A74(M) · A167(M) · A194(M) · A308(M) · A329(M) · A404(M) · A601(M) · A627(M) · A823(M)
Noord-Ierland:
M1 · M2 · M3 · M5 · M12 · M22 · A8(M)